# PayPal
Пејпал (енгл. PayPal) је интернет оријентисана компанија која омогућава да се уплате и новчани преноси обављају у потпуности преко интернета. Пејпал је започео као алтернатива традиционалним „папирним“ методама као што су чекови и новчани уговори.

## Како ради Пејпал
Пејпал је врста „клијент-клијенту“ (енгл. person-to-person, P2P) услуге. П2П начин плаћања омогућава било коме, ко има електронска пошта€имејл адресу, да пошаље новац неком другом ко такође има имејл-адресу. Иницијализатор трансакције преко Пејпала се мора прво регистровати на Пејпал страницама, те затим пребацити одређену своту новца на свој кориснички рачун. Новчани износ се може пребацити директно са текућег рачуна банке или користећи кредитне/дебитне картице. Приматељ Пејпал трансфера може затражити чек од Пејпала, може отворити свој кориснички рачун, или може затражити пренос средстава на свој рачун у банци. Пејпал је пример посредника у плаћању који олакшава и омогућава светску интернет економију.
Пејпал омогућава и плаћања између добављача, аукцијских страница и осталих комерцијалних корисника, за шта наплаћује одређени износ. Исто тако, зависно о околностима, наплаћује (постотак износа плус одређени фиксни трошак) се и пренос односно пријем новчаних средстава. Ово зависи о коришћеној валути, врсти одабраног преноса, земљи пошиљаоца, земљи примаоца, износу који је послат, те о врсти корисничког рачуна на који се шаљу средства.

## Историја и пословнице
Пејпал је 3. октобра 2002. прешао у потпуно власништво eBay–а. Управа корпорације се данас налази у Сан Хозеу, Калифорнија, САД. Такође компанија има веће пословнице у Омахи, Небраска; Скотсдејлу, Аризона и Остину, Тексас, у САД–у; те у Индији, Ирској, Немачкој и Израелу након аквизиције израелске фирме FraudSciences. Од јула 2007, широм Европе Пејпал делује као банка са седиштем у Луксембургу.

## Како ради Пејпал
Пејпал кориснички рачун се најлакше упоређује са текућим или жиро рачуном било које друге банке. Најчешће се уз такав рачун веже одређена дебитна или кредитна картица (ВИЗА, Мастеркард, Виза електрон, Американ Експрес). При отварању Пејпал рачуна, корисник уноси број своје кредитне картице. Ако се касније одлучи на брисање те картице, његов рачун ће бити строго ограничених могућности. Сам Пејпал разликује три врсте рачуна:
- Лични рачун

Користи се за личну некомерцијалну употребу. Овоме рачуну главна функционалност је слање новца. Упркос томе лични рачун може и примити новац, али у посебним и ограниченим условима.
- Премиер рачун

Користи се у приватне сврхе, али за примање и слање новаца. Врло је сличан приватном, али може примате веће износе, те се у складу са тиме и одређене накнаде вежу уз њега.
- Пословни рачун

Овај је рачун намењен за пословне кориснике. Ако занемаримо то, врло је сличан Премиер рачуну, са одређеним правним разликама.
У правилу за све подружнице Пејпала слање новаца је бесплатно и не подлеже никаквим накнадама. Примање новца се наплаћује од 1% до 3% уз фиксну накнаду. Зависно о земљама од куда се шаље на ово се може додати такса за интернационалну трансакцију. Изузетак је приватни рачун који може примати новчане износе бесплатно уколико су они послати директно са Пејпал рачуна не користећи кредитне картице.

## Пејпал у Србији
Од 9. априла 2013. године, Пејпал је доступан и за становнике Републике Србије. У првој фази укључивања Србије у Пејпал систем, корисници који су регистровани из Србије, могли су да користе само услуге слања новца и интернет куповине (за физичка лица). Опција пријема новца је уведена 14. априла 2015.

## Земље
Пејпал је доступан у следећих 58 земаља:
- Ангвила
- Аргентина
- Аустралија
- Белгија
- Босна и Херцеговина
- Бразил
- Бугарска
- Чиле
- Народна Република Кина
- Костарика
- Данска
- Немачка
- Доминиканска Република
- Еквадор
- Естонија
- Финска
- Француска
- Грчка
- Хрватска
- Хонгконг
- Индија
- Ирска
- Исланд
- Израел
- Италија
- Јамајка
- Јапан
- Канада
- Летонија
- Литванија
- Луксембург
- Малезија
- Малта
- Мароко
- Мексико
- Нови Зеланд
- Холандија
- Норвешка
- Аустрија
- Пољска
- Португалија
- Шведска
- Швајцарска
- Сингапур
- Словачка
- Словенија
- Србија
- Шпанија
- Јужна Африка
- Јужна Кореја
- Тајван
- Тајланд
- Чешка
- Турска
- Мађарска
- Уругвај
- Венецуела
- Уједињено Краљевство
- САД
- Србија
- Кипар